# (9031) 1989 WG4
1989 دابليو جي 4 (ويعرف أيضًا باسم (9031) 1989 دابليو جي 4 وفق تسمية الكوكب الصغير) (بالإنجليزية: 1989 WG4)‏ هو كويكب ضمن حزام الكويكبات؛ وترتيبه 9031 من حيث الاكتشاف.
اكتُشف هذا الجُرم الفلكي بواسطة Antonín Mrkos ‏ في 29 نوفمبر 1989.

## وصلات خارجية
- (9031) 1989 WG4 في قاعدة بيانات مختبر الدفع النفاث لأجرام النظام الشمسي الصغيرة

- الاكتشاف · مخطط المدار ·  العناصر المدارية · المعلمات المادية

- (9031) 1989 WG4 على موقع ويكي سكاي: DSS2, SDSS, GALEX, IRAS, Hydrogen α, X-Ray, Astrophoto, Sky Map, Articles and images